# Піст
Піст (пізньо-прасл. *postъ від давн.в-нім. fasto, fasta, пов'язаного з дієсловом fasten — «тримати міцно», «держатися стійко») — стримання у гріхах та у їжі та протягом певного періоду часу для того щоб людина оволоділа тілесним і удосконалилась духовно, опановувала свої пристрасті, виховала силу волі, привчила себе до того, що Дух спрямовує тіло, а не тіло та душа керує людиною. Також піст — це форма аскези або добровільне самообмеження людини від того, що забирає найбільше її уваги, думок (це може бути їжа, перегляд телевізійних програм, використання інтернету, соціальних мереж, негативне ставлення або думки про людей).
Головною відмінністю посту від дієти є його зумовленість релігійними поглядами. Конкретна форма посту — тривалість, від чого саме та як слід утримуватися визначається приписами конкретної релігії, бажаннями та можливостями людини.

## Походження
Піст як явище може мати різні джерела походження. Він зустрічається в багатьох релігіях, але не завжди пов'язаний з духовним розвитком, тому виявляється дієтою. Як усяка аскеза, піст це випробування людини шляхом утримання від бажаного. Ще одним джерелом є уявлення пов'язані з ритуальною чистотою (нечистотою). Різні продукти вважалися більш чи менш ритуально чистими, або ж принаймні більш чи менш бажаними, тому з релігійною метою є сенс утримуватися від певних продуктів.
Вчені досі сперечаються з приводу причин появи посту. Існують такі версії:
1. Дехто вважає піст древньою традицією, що передавалася від покоління до покоління протягом багатьох тисяч років.
2. Дехто пояснює, що в залежності від сезону, наші предки мали відмовлятися від їжі, щоб її вистачило всім і на триваліший час. Це мало колективний характер і тільки згодом набуло релігійного сенсу.
3. Деякі дослідники вважають піст людською фізіологічною потребою до очищення організму.
4. Вид аскези спрямований на ближчі стосунки людини та Господа.

З релігійної точки зору є два різні підходи до постів:
- піст самоцінний сам по собі, оскільки його дотримання йде людині на краще: Бог, встановлюючи пости, краще знає, що треба людині, — це стосується і їжі;
- піст не самоцінний сам по собі — це лише один зі способів аскези і його дотримання має на меті саме самоконтроль, зосередження на духовному тощо

## Піст у християнстві

### Біблія про піст
У Біблії говориться про піст і в Старому і в Новому Заповітах. Проте, Біблія не дає прямих вказівок віруючим дотримуватися посту. Піст є частиною християнського життя, тому що в Писанні говориться про його вплив на духовні відносини між людиною та Богом. Ісус Христос тримав піст і, таким чином, дав християнам приклад до наслідування. Ісус Христос постився і молився в пустелі перед початком своєї подорожі по Галілеї.

#### Старий Заповіт
Книга пророка Захарія 7:4-6
«4. І було слово Господа Саваота таке:
5. Говори до всього народу землі й до священиків, кажучи: Якщо ви постили та лементували п'ятого й сьомого місяця, і то сімдесят років чи то ви постили для Мене?
6. А коли ви їсте та коли ви п'єте, чи ж то не собі ви їсте й не собі ви п'єте?»
Книга пророка Даниїла 10:2-3
«2. Тими днями я, Даниїл, був у жалобі три тижні часу. 3. Любої страви я не їв, а м'ясо й вино не входило до моїх уст, і намащуватися не намащувався я аж до виповнення цих трьох тижнів часу.»

#### Новий Заповіт
Євангеліє від Матвія 4:1-2
«1. Тоді Дух повів Ісуса в пустелю, щоб диявол спокушав його. 2. Він постив сорок день і сорок ночей і нарешті зголоднів.»
Євангеліє від Матвія 6:16-18
«16. А як постите, то не будьте сумні, як оті лицеміри: вони бо зміняють обличчя свої, щоб бачили люди, що постять вони. Поправді кажу вам: вони мають уже нагороду свою!
17. А ти, коли постиш, намасти свою голову, і лице своє вмий, 18. щоб ти посту свого не виявив людям, а Отцеві своєму, що в таїні; і Отець твій, що бачить таємне, віддасть тобі явно.»
Євангеліє від Матвія 17:21
«21. А щодо цього роду бісів, то його виганяють лише молитвою і постом.»
До Римлян 14:15-20-21
«15. Коли твій брат сумує з-за їжі, то ти поводишся не за любов'ю. Не губи твоєю їжею того, за якого вмер Христос.
16. Не виставляйте вашого добра на зневагу.
17. Бо царство Боже не їжа і не пиття, а праведність, мир і радість у Святому Дусі.
18. Хто так служить Христові, той Богові вгодний і людям довподоби.
19. Дбаймо, отже, запопадливо про те, що веде до миру та до взаємного збудування.
20. Не руйнуй ради їжі Божого діла. Все чисте, та лихо чоловікові, що їсть, учиняючи спокусу.
21. Добре не їсти м'яса і вина не пити, ані того, через що твій брат спотикнувся б.»
1-ше до Коринтян 8:8
"8. Їжа ж нас до Бога не зближує: бо коли не їмо, то нічого не тратимо, а коли ми їмо, то не набуваєм нічого. "
1-ше до Коринфян 10:31-32
"31.Тож, коли ви їсте, чи коли ви п'єте, або коли інше що робите, усе на Божу славу робіть! 32. Не робіть спокуси юдеям та гелленам, та Церкві Божій, "

### Значення посту
Християни вирішують тримати піст, оскільки, відчувають особливо потребу з приводу чогось, потребу знати Боже ставлення з питань, які їх турбують. Вони тримають піст перед прийняттям важливих рішень. Піст тісно пов'язаний з молитвою. Утримання від чогось і молитва є складовими елементами посту. Під час посту людина зосереджується на Богові та своїй потребі, те від чого людина утримується, вона компенсує молитвою. Через піст християни демонструють Богові і собі, що вони серйозно ставляться до відносин з Богом. Піст не обмежується утриманням від їжі. Існують інші шляхи його здійснення. Усе, від чого можна тимчасово відмовитися, щоб краще зосередитись на Богові, може вважатися постом. Піст не призначений для покарання тіла, а для концентрації на Богові. Деякі люди не зможуть постити без їжі (наприклад, діабетики), але може тимчасово відмовитися від чогось, аби якнайбільше зосередити свою увагу на Господі. Це може бути один чи декілька продуктів з щоденного раціону або утримання від якоїсь діяльності. Для віруючих піст — це привід бути радісним, а не сумним, він не має приносити страждань.

### Православні пости
У православному календарі близько 200 днів протягом року — постові.
Постами були середа й п'ятниця в м'ясоїд. За підрахунками, в середньому в українців виходило 27 пісних тижнів, або 189 днів. Крім того, існували так звані «зарічні пости», тобто постування за зароком, який брали на себе окремі особи для спокутування гріхів чи у сподіванні майбутніх благ.
Обов'язкові пости тривали в середньому 19 тижнів:
- Великий піст — 7 тижнів,
- Петрівка (піст) — від 3 до 6 тижнів,
- Спасівка (піст) — 2 тижні,
- Пилипівка (піст) — 6 тижнів

За харчовими приписами православні пости можна розділити на п'ять категорій:
- Найсуворіший піст — заборонено будь-яку їжу, допускається лише вода, в алергології та медицині це відповідає поняттю повного голодування.
- Сухоїдіння (сухоїдство) — дозволено неварену рослинну їжу без вживання олії, у медицині це близько до поняття про суворе вегетаріанське харчування у формі сироїдіння (сироїдства), але не рівнозначне останньому, бо у дні такого посту їдять хліб.
- Вживання вареного — дозволяється вживання рослинної їжі, яку піддавали тепловій кулінарній обробці, проте без олії, цей тип харчування в медицині майже повністю відповідає суворому вегетаріанству.
- Вживання вареного з олією — відповідає попередньому, але при цьому допускається використання олії в натуральному вигляді і для приготування їжі з рослинних продуктів.
- Вживання риби — рослинна їжа у будь-якій кулінарній обробці доповнюється рибою та рибними продуктами, а також олією.

#### Піст перед Євхаристією
З півночі напередодні перед причастям нічого не їдять і не п'ють, бо прийнято приступати до Святої Чаші натщесерце (41-ше [50-те] правило Карфагенського Собору).
У дні святкових нічних служб (на Великдень, Різдво Христове) можна керуватися визначенням Св. Синоду від 1968 року про пости напередодні Літургії Передосвячених Дарів, визначеному не менше 6 годин. Тривалість і міра посту перед святим причастям може бути різною в залежності від внутрішнього стану християнина, а також об'єктивних умов його життя. Зокрема, при гострих або хронічних захворюваннях, що вимагають особливого режиму харчування, а для жінок — при вагітності і годуванні пост може бути скорочений, полегшений або скасований … Вимога євхаристійного посту не застосовується до немовлят, а також до осіб, які хворіють на тяжкі гострі або хронічні захворювання, які передбачають не пропускати прийом ліків або їжі …

## Цитати
|                           | Справжній піст — віддалення від зла, стримання язика, придушення в собі гніву, відлучення похотей, лихослів'я, брехні, клятвопорушення. |
| — святий Василій Великий, | |

## Піст в історичних подіях
Асамблея Вірджинії прийняла резолюцію: Оголосити 1 червня 1774 року днем посту, смирення та молитви.
В травні 1774 року Британський парламент постановив 1 червня початком ембарго для Бостону. Громадяни Вірджинії негайно склали резолюцію протесту цьому актові і відклали день ембарго, щоб отримати час для посту і молитви.
"Вівторок, 24 травня 1774 року, король Георг ІІІ. Палата парламенту неймовірно стурбована передчуттям великої небезпеки, що загрожує Британській Америці — ворожим вторгненням в місто Бостон, нашої сусідньої колонії в затоці Массачусетс. Його торгівля і порт будуть закриті в перший день червня озброєними силами. Вважаємо, що абсолютно необхідно вищезгаданий день 1 червня оголосити Днем посту, смирення та молитви; побожно благати Господа відвернення великого лиха, яке загрожує знищенням наших прав та початком громадянської війни; просити Господа дати нам одне серце і один розум для протидії всіма можливими шляхами зневажити американські права… "
В той час, як громадяни Вірджинії висунули резолюцію, в щоденнику Вашингтона було записано: «Ходив до церкви і постив весь день». /Щоденники Дж. Вашингтона, 1749—1799/.
Джон Адамс, другий президент Америки, проголосив 9 травня 1798 року днем смирення, посту і молитви. В той час Сполучені Штати були на порозі війни з Францією.
Джеймс Мадісон, четвертий президент Сполучених Штатів Америки визначив 12 січня 1815 року Днем всезагального посту, смирення та молитви.
Під час громадянської війни Авраам Лінкольн закликав народ о молитви і посту за мир та єдність. Уривок з прокламації:
«Я наполегливо рекомендую всім людям і, особливо, всім міністрам, релігійним вчителям всіх деномінацій, всім головам сімей назначити і тримати цей день (останній четвер 1861 року) згідно з їхніми віровченнями й правилами поклоніння, покірно та релігійно свято, так, щоб єдина молитва нашого народу піднеслася до престолу Його Милості і повернулася з численними благословіннями до нашої країни.»
30 березня 1863 року — друга прокламація Лінкольна:
«Наскільки нам відомо, Його святий закон, Його народ було покарано та принижено. Чи не виникає справедливий страх ві того, що всі жахливі лиха Громадянської війни, які зараз руйнують землю, є нічим іншим, як покаранням за наші самовпевнені гріхи. Протягом багатьох років Господь беріг нас в мирі та розквіті. Ми зростали кількісно, збагачувалися і могутнішали, як жодна інша нація. Але при цьому ми забули Бога… Ми даремно уявляли в своїх загублених серцях, що всі ці благословіння з'явилися завдяки нашій великій мудрості й доброчесності… Нам необхідно змиритися перед зневаженою Величчю Бога, сповідати гріхи нашого народу і молитися про милість і прощення Господа.»

## Фізіологічні вплив посту на людину
Піст знижує рівень холестеролу, кров'яний тиск, знімає нервовість та напруження, поліпшує сон, регулює кишечник та краще виведення токсинів, поліпшує самопочуття та зовнішній вигляд.
Генрі Тернер, доктор медицини, у 1820-ті роки стверджував, що піст сприяє поліпшенню здоров'я.
Не варто плутати піст з голодуванням. Піст не виснажує запаси організму, якщо його дотримуватися в фізіологічних межах організму. Якщо фізіологічними межами нехтують, резерви організму виснажуються і починається голодування.
Піст має бути обмежений, визначеним часом, особливо, якщо це піст без їжі.
Піст від їжі не рекомендують дотримуватися вагітним, матерям, що годують немовлят та дітям.